# Finidi George
Finidi George (Port Harcourt, 15 de Abril de 1971) é um ex-futebolista profissional nigeriano, que atuava como meio-campista. Finidi George é considerados um dos melhores jogadores do seu país. George jogou as copas de 1994 e 1998.

## Carreira

### Começo na Nigéria
Finidi iniciou sua carreira ainda muito novo, em 1989, pelo Calabar Rovers. Atuou também por Iwuanyanwu e Sharks, cujos desempenhos o levaram a ser contratado pelo poderoso Ajax.

### Ajax
Em seus primeiros passos no futebol da Holanda, o jovem atacante teve poucas chances, mas a partir de 1994 que ele se consolidaria como uma das peças do time que conquistou a Europa e o Mundial Interclubes em 1995, ao lado de outras "cobras criadas", como o finlandês Litmanen, os holandeses Davids, Seedorf, Kluivert, os irmãos De Boer, Overmars e Rijkaard, o seu compatriota Kanu, entre tantos outros.
Em 1996, o atleta perdeu espaço no time da capital holandesa, e desta forma encerrava-se uma bem-sucedida trajetória naquele país. No mesmo ano, Finidi transfere-se para o Bétis.

### Real Betis
Em sua chegada ao Betis, Fini encantou os torcedores alviverdes com seu faro de gol e sua velocidade impressionante, e com suas comemorações ousadas, principalmente quando ele corria para festejar seus gols com a torcida colocando umsombrero (chapéu típico do México) em sua cabeça. Por conta de sua rapidez, Finidi recebeu o apelido de "Gazela".
Com o Betis, o nigeriano chegou a disputar algumas edições da extinta Copa da UEFA (atual UEFA Europa League), alcançando algumas vezes as quartas-de-final, mas o título nunca chegou aos andaluzes.
Em 2000, Finidi deixa o Betis e assina com o ainda inexpressivo Mallorca.

### Primeira passagem pelo Mallorca
Sua primeira temporada no Mallorca não foi tão boa quanto nos tempos do Betis, tendo marcado  apenas cnco gols em 31 jogos.

### Ipswich Town
Desiludido com o desempenho no Mallorca, o atacante, já com 30 anos, é atraído por uma proposta milionária do inglês Ipswich Town, mas não faz muito por lá: em 35 jogos, apenas sete tentos.

### Retorno ao Mallorca
Depois da passagem pelo Ipswich, Finidi regressou ao Mallorca. Entretanto, aos 33 anos de idade, ele não conseguia mostrar mais a velocidade que tanto encantou holandeses e sevilhanos, e a 13 de agosto de 2004, ele, mesmo com outras propostas para seguir atuando, anunciou o final de sua carreira.

## Seleção Nigeriana
Finidi estreou na Seleção Nigeriana em 1991, contra Burkina Faso, em partida válida pela Eliminatórias para o CAN de 1992. Deu três assistências para o veterano Yekini e anotou o primeiro gol de sua carreira internacional.
Disputou a Copa de 1994, disputando as quatro partidas. Participou também da Copa de 1998, sendo titular também nos quatro jogos.
Nome certo no Mundial de 2002, Finidi acabou sendo surpreendentemente excluído do torneio, se tornando uma das "vítimas" do malsucedido processo de renovação das Super Águias promovido pelo treinador Festus Onigbinde, que excluiu também outros remanescentes da Geração da Década de 90, como Tijjani Babangida, Victor Ikpeba e Sunday Oliseh - Emmanuel Amunike, outro sobrevivente das Copas de 1994 e 1998, nem foi lembrado. Desta forma, encerrava-se uma participação de uma década atuando pela Seleção Nigeriana.
Pelas Super Águias, Finidi jogou 62 partidas.

## Títulos
Ajax
- Supercopa dos Países Baixos: 1993, 1994 e 1995
- Eredivisie: 1993–94, 1994–95 e 1995–96
- Liga dos Campeões da UEFA: 1994–95
- Supercopa da UEFA: 1995
- Copa Intercontinental: 1995

Nigéria
- Copa das Nações Africanas: 1994